# 馮善徵
馮善徵，字子久，号达庐。江苏南通人，清朝政治人物。
光绪二十九年（1903年），登癸卯科经济特科二甲第一名进士，授四川云阳县知县。著有《达庐诗录》、《云阳县乡土志》。